# Taça Brasil 1967
Die Taça Brasil (Brasilien-Pokal) war der erste nationale Fußball-Wettbewerb in Brasilien. Die Taça wurde 1967 vom Brasilianischen Sportverband, dem CBD, ausgerichtet. Der Meister und Vizemeister waren als Teilnehmer an Copa Libertadores 1968 qualifiziert.
Die Sieger der Taça Brasil wurden zeitgenössisch als Campeões, als Meister von Brasilien, angesehen. Die CBF verweigerte aber bis 2010 den Vereinen die offizielle Anerkennung als brasilianischer Meister.

## Saisonverlauf
Der Wettbewerb startete am 30. Juli 1967 in seine Saison und endete am 29. Dezember 1967. Am Ende der Saison konnte der SE Palmeiras den Titel zum zweiten Mal gewinnen. In der Gesamtzählung aller seit 2010 gewerteten Meisterschaften war es dritte Titel, da Palmeiras im selben Jahr bereits die Torneio Roberto Gomes Pedrosa gewonnen hatte.
Torschützenkönig wurde mit 9 Treffern Chiclete von FC Treze.

## Teilnehmer
Es nahmen 21 Klubs teil. Der Modus bestand aus einer Mischung von Tabellen- und Pokalsystem. Teilnehmer waren die Sieger der Staatsmeisterschaften 1966.

## Modus
Es zählte nach Hin- und Rückspiel nur die Anzahl der Siege, keine weiteren Kriterien. Sollten beide Mannschaften einmal gewonnen haben, wurde ein Entscheidungsspiel ausgetragen. Ergab dieses keinen Sieger, zählte das Torverhältnis. Ergab der Vergleich keinen Sieger, wurde die Entscheidung per Münzwurf entschieden.
1. Runde:
In der ersten Runde wurden die Teilnehmer nach ihrer Herkunft in drei Regionen unterteilt. In den Gruppen trafen die Mannschaften im Tabellen- und Pokalmodus aufeinander. Die Sieger wurden in Hin- und Rückspielen ermittelt.
Finalrunde:
Der Austragungsmodus blieb wie in der ersten Runde. In der Finalrunde traten der Titelverteidiger der Cruzeiro EC und SE Palmeiras als Staatsmeister von São Paulo in den Halbfinals in den Wettbewerb ein.

## 1. Runde

### Zone Nord
Die Zone Nord war unterteilt in zwei Gruppen. Die Gruppe Nordost und Nord. Beide Gruppen spielten zunächst ihre beste Mannschaft aus. Die besten beider Gruppen bestritten das Finale der Zone Nord. Der Gewinner zog in die 2. Runde ein.

#### Gruppe Nordost
In der Gruppe Nordost spielten die Staatsmeister der Verbände von:
 Alagoas
- CS Alagoano

 Bahia
- AD Leônico – Der Klub war direkt für das Finale der Gruppe Nordost qualifiziert.

 Paraíba
- FC Treze

 Rio Grande do Norte
- ABC Natal

 Sergipe
- América FC (SE)

Vorrunde Nordost
Erstmals wurden die Vorrundenspiele nicht im K.-o.-System, sondern im Tabellenmodus ermittelt.
| Pl. | Verein          | Sp. | S | U | N | Tore    | Diff. | Punkte |
| --- | --------------- | --- | - | - | - | ------- | ----- | ------ |
| 1.  | FC Treze        | 6   | 3 | 3 | 0 | 011:600 | +5    | 09     |
| 2.  | CS Alagoano     | 6   | 2 | 3 | 1 | 011:900 | +2    | 07     |
| 3.  | ABC Natal       | 6   | 1 | 2 | 3 | 007:120 | −5    | 04     |
| 4.  | América FC (SE) | 6   | 1 | 2 | 3 | 008:100 | −2    | 04     |

Finale Gruppe Nordost
Der Sieger qualifizierte sich für das Finale der Zone.
|          | Gesamt |            | Hinspiel | Rückspiel |
| -------- | ------ | ---------- | -------- | --------- |
| FC Treze | 4:2    | AD Leônico | 2:1      | 2:1       |

#### Gruppe Nord
In der Gruppe Nord spielten die Staatsmeister der Verbände von:
 Ceará
- América FC (CE) – Der Klub war direkt für das Finale der Gruppe Nord qualifiziert.

 Maranhão
- Moto Club de São Luís

 Pará
- Paysandu SC

 Piauí
- Piauí EC

Vorrunde Nord
| Pl. | Verein                | Sp. | S | U | N | Tore    | Diff. | Punkte |
| --- | --------------------- | --- | - | - | - | ------- | ----- | ------ |
| 1.  | Paysandu SC           | 4   | 3 | 0 | 1 | 009:700 | +2    | 06     |
| 2.  | Piauí EC              | 4   | 1 | 1 | 2 | 004:400 | ±0    | 03     |
| 3.  | Moto Club de São Luís | 4   | 1 | 1 | 2 | 004:600 | −2    | 03     |

Finale Gruppe Nord

Der Sieger qualifizierte sich für das Finale der Zone.
|                 | Gesamt |             | Hinspiel | Rückspiel |
| --------------- | ------ | ----------- | -------- | --------- |
| América FC (CE) | 2:0    | Paysandu SC | 1:0      | 1:0       |

#### Finale Zone Nord
In der Finalrunde der Zone Nord trat der Staatsmeister von Pernambuco der Náutico Capibaribe in den Wettbewerb ein. Dieser war für das Finale gesetzt.
Halbfinale Zone Nord
|          | Gesamt |                 | Hinspiel | Rückspiel |
| -------- | ------ | --------------- | -------- | --------- |
| FC Treze | 1:3    | América FC (CE) | 0:2      | 1:1       |

Finale Zone Nord
Der Sieger qualifizierte sich für das Viertelfinale der Schlussrunde.
|                 | Gesamt |                    | Hinspiel | Rückspiel |
| --------------- | ------ | ------------------ | -------- | --------- |
| América FC (CE) | 0:2    | Náutico Capibaribe | 0:1      | 0:1       |

### Gruppe Süd
In der Gruppe Süd spielten die Staatsmeister der Verbände von:
 Paraná
- CA Ferroviário

 Rio Grande do Sul
- Grêmio FBPA

 Santa Catarina
- SER Perdigão

Vorrunde Süd
| Pl. | Verein         | Sp. | S | U | N | Tore    | Diff. | Punkte |
| --- | -------------- | --- | - | - | - | ------- | ----- | ------ |
| 1.  | Grêmio FBPA    | 4   | 2 | 2 | 0 | 012:200 | +10   | 06     |
| 2.  | CA Ferroviário | 4   | 2 | 1 | 1 | 006:600 | ±0    | 05     |
| 3.  | SER Perdigão   | 4   | 0 | 1 | 3 | 006:160 | −10   | 01     |

### Gruppe Zentral
In der Gruppe Zentral spielten die Staatsmeister der Verbände von:
 Distrito Federal
- Rabello FC

 Espírito Santo
- Rio Branco AC

 Goiás
- Goiás EC

 Guanabara
- Goytacaz FC

 Minas Gerais
- Atlético Mineiro – Der Kub war für das Halbfinale in der Gruppe gesetzt.

 Rio de Janeiro
- Botafogo FR – Der Kub war für das Finale in der Gruppe gesetzt.

Vorrunde Zentral
| Pl. | Verein        | Sp. | S | U | N | Tore    | Diff. | Punkte |
| --- | ------------- | --- | - | - | - | ------- | ----- | ------ |
| 1.  | Goytacaz FC   | 6   | 3 | 2 | 1 | 010:800 | +2    | 08     |
| 2.  | Rio Branco AC | 6   | 3 | 1 | 2 | 008:300 | +5    | 07     |
| 3.  | Goiás EC      | 6   | 1 | 4 | 1 | 004:400 | ±0    | 06     |
| 4.  | Rabello FC    | 6   | 1 | 1 | 4 | 003:100 | −7    | 03     |

Halbfinale Gruppe Zentral
|             | Gesamt |                  | Hinspiel | Rückspiel |
| ----------- | ------ | ---------------- | -------- | --------- |
| Goytacaz FC | 2:7    | Atlético Mineiro | 1:2      | 1:5       |

Finale Gruppe Zentral
Der Sieger qualifizierte sich für das Viertelfinale der Schlussrunde.
|                  | Gesamt |             | Hinspiel | Rückspiel |
| ---------------- | ------ | ----------- | -------- | --------- |
| Atlético Mineiro | 2:6    | Botafogo FR | 2:3      | 1:0       |

Das Entscheidungsspiel zwischen Atlético und Botafogo endete 1:1. Atlético gewann den Münzwurfentscheid.

## Finalrunde
In der Finalrunde traten der Titelverteidiger der Cruzeiro EC und die SE Palmeiras als Staatsmeister von São Paulo in den Halbfinals in den Wettbewerb ein.

### Turnierplan
|  | Viertelfinale | Viertelfinale    | Viertelfinale | Viertelfinale | Viertelfinale |   |   | Halbfinale | Halbfinale | Halbfinale | Halbfinale | Halbfinale |  |  | Finale | Finale | Finale | Finale | Finale |
|  |               |                  |               |               |               |   |   |            |            |            |            |            |  |  |        |        |        |        |        |
|  |               |                  |               |               |               |   |   |            |            |            |            |            |  |  |        |        |        |        |        |
|  |               |                  |               |               |               |   |   |            |            |            |            |            |  |  |        |        |        |        |        |
|  |               | Cruzeiro EC      | 2             | 0             | 0             |   |   |            |            |            |            |            |  |  |        |        |        |        |        |
|  |               |                  |               |               |               |   |   |            |            |            |            |            |  |  |        |        |        |        |        |
|  |               |                  | Náutico       | 1             | 3             | 0 |   |            |            |            |            |            |  |  |        |        |        |        |        |
|  |               | Náutico          | Náutico       | 1             | 3             | 0 | 3 | 0          | 2          |            |            |            |  |  |        |        |        |        |        |
|  |               |                  |               |               |               |   | 3 | 0          | 2          |            |            |            |  |  |        |        |        |        |        |
|  |               | Atlético Mineiro | 0             | 2             | 2             |   |   |            |            |            |            |            |  |  |        |        |        |        |        |
|  |               |                  |               |               |               |   |   | Náutico    | 1          | 2          | 0          |            |  |  |        |        |        |        |        |
|  |               |                  | SE Palmeiras  | 3             | 1             | 2 |   |            |            |            |            |            |  |  |        |        |        |        |        |
|  |               |                  |               |               |               |   |   |            |            |            |            |            |  |  |        |        |        |        |        |
|  |               |                  |               |               |               |   |   |            |            |            |            |            |  |  |        |        |        |        |        |
|  |               | SE Palmeiras     | 1             | 3             | 2             |   |   |            |            |            |            |            |  |  |        |        |        |        |        |
|  |               |                  |               |               |               |   |   |            |            |            |            |            |  |  |        |        |        |        |        |
|  |               |                  | Grêmio FBPA   | 2             | 1             | 1 |   |            |            |            |            |            |  |  |        |        |        |        |        |
|  |               |                  | Grêmio FBPA   | 2             | 1             | 1 |   |            |            |            |            |            |  |  |        |        |        |        |        |
|  |               |                  |               |               |               |   |   |            |            |            |            |            |  |  |        |        |        |        |        |
|  |               |                  |               |               |               |   |   |            |            |            |            |            |  |  |        |        |        |        |        |

### Hinspiel
| Náutico Capibaribe                                   | Náutico Capibaribe | SE Palmeiras | SE Palmeiras |
| ---------------------------------------------------- | --- | --- | ------------ |
| Náutico Capibaribe                                   | \| 20. Dezember 1967 in Recife (Estádio Ilha do Retiro) \| \| Ergebnis: 1:3 (1:2) \| \| Zuschauer: 20.000 \| \| Schiedsrichter: Arnaldo Cézar Coelho \| | \| 20. Dezember 1967 in Recife (Estádio Ilha do Retiro) \| \| Ergebnis: 1:3 (1:2) \| \| Zuschauer: 20.000 \| \| Schiedsrichter: Arnaldo Cézar Coelho \| | SE Palmeiras |
| Náutico Capibaribe                                   | Lula, Fernando Matias, Mauro Calixto, Fraga, Clóvis, Salomão (Paulo Choco 43.), Ivan, Miruca, Adaílton Ladeira, Nino, Lala Cheftrainer: Duque           | Pérez, Geraldo Scalera, Baldocchi, Minuca, Ferrari, Dudu, Zequinha, Ademir da Guia, César Maluco, Tupanzinho, Lula Cheftrainer: Mário Travaglini        | SE Palmeiras |
| Náutico Capibaribe                                   | 1:0 Nino (17.) | 1:1 César Maluco (23.) 1:2 Zequinha (37.) 1:3 Lula (46.)                                                                                                | SE Palmeiras |
| 20. Dezember 1967 in Recife (Estádio Ilha do Retiro) | | |              |
| Ergebnis: 1:3 (1:2)                                  | | |              |
| Zuschauer: 20.000                                    | | |              |
| Schiedsrichter: Arnaldo Cézar Coelho                 | | |              |

### Rückspiel
| SE Palmeiras                                         | SE Palmeiras | Náutico Capibaribe | Náutico Capibaribe |
| ---------------------------------------------------- | --- | --- | ------------------ |
| SE Palmeiras                                         | \| 27. Dezember 1967 in São Paulo (Estádio do Pacaembu) \| \| Ergebnis: 1:2 (0:2) \| \| Zuschauer: 28.000 \| \| Schiedsrichter: Arnaldo Cézar Coelho \|         | \| 27. Dezember 1967 in São Paulo (Estádio do Pacaembu) \| \| Ergebnis: 1:2 (0:2) \| \| Zuschauer: 28.000 \| \| Schiedsrichter: Arnaldo Cézar Coelho \| | Náutico Capibaribe |
| SE Palmeiras                                         | Pérez, Geraldo Scalera, Baldocchi, Minuca, Ferrari, Dudu, Zequinha, César Maluco, Servílio, Tupanzinho, Lula (Ademir da Guia 42.) Cheftrainer: Mário Travaglini | Lula (Valter Serafim 67.), Gena, Mauro Calixto, Fraga, Clóvis, Rafael, Ivan, Miruca, Adaílton Ladeira, Nino, Lala (Ivan Limeira 33.) Cheftrainer: Duque | Náutico Capibaribe |
| SE Palmeiras                                         | 1:2 Tupanzinho (81.) | 0:1 Ladeira (17.) 0:2 Nino (43.) | Náutico Capibaribe |
| SE Palmeiras                                         | Platzverweise: Baldocchi, Servílio | Platzverweise: Fraga, Ladeira | Náutico Capibaribe |
| 27. Dezember 1967 in São Paulo (Estádio do Pacaembu) | | |                    |
| Ergebnis: 1:2 (0:2)                                  | | |                    |
| Zuschauer: 28.000                                    | | |                    |
| Schiedsrichter: Arnaldo Cézar Coelho                 | | |                    |

### Entscheidungsspiel
| SE Palmeiras                                   | SE Palmeiras | Náutico Capibaribe | Náutico Capibaribe |
| ---------------------------------------------- | --- | --- | ------------------ |
| SE Palmeiras                                   | \| 29. Dezember 1967 in Rio de Janeiro (Maracanã) \| \| Ergebnis: 2:0 (1:0) \| \| Zuschauer: 16.577 \| \| Schiedsrichter: Armando Marques \|     | \| 29. Dezember 1967 in Rio de Janeiro (Maracanã) \| \| Ergebnis: 2:0 (1:0) \| \| Zuschauer: 16.577 \| \| Schiedsrichter: Armando Marques \| | Náutico Capibaribe |
| SE Palmeiras                                   | Pérez, Geraldo Scalera, Baldocchi, Minuca, Ferrari, Dudu, Zequinha, Ademir da Guia, César Maluco, Tupanzinho, Lula Cheftrainer: Mário Travaglini | Valter Serafim, Gena, Mauro Calixto, Fraga, Clóvis, Rafael, Ivan, Miruca, Adaílton Ladeira, Nino, Lala Cheftrainer: Duque                    | Náutico Capibaribe |
| SE Palmeiras                                   | 1:0 César Maluco (7.) 2:0 Ademir da Guia (79.)                                                                                                   | | Náutico Capibaribe |
| 29. Dezember 1967 in Rio de Janeiro (Maracanã) | | |                    |
| Ergebnis: 2:0 (1:0)                            | | |                    |
| Zuschauer: 16.577                              | | |                    |
| Schiedsrichter: Armando Marques                | | |                    |

## Abschlusstabelle
Die Tabelle diente lediglich zur Feststellung der Platzierung der einzelnen Mannschaften in der Saison. Sie wurde zeitweise vom Verband auch zur Ermittlung einer ewigen Rangliste herangezogen. Sie setzt sich zusammen aus allen ausgetragenen Spielen. In der Sortierung hat das Erreichen der jeweiligen Finalphase Vorrang vor den erzielten Punkten. Bei Punktgleichheit zählen zunächst die erzielten Siege, dann die erzielten Tore.
| Pl. | Verein                | Sp. | S | U | N | Tore    | Diff. | Punkte |
| --- | --------------------- | --- | - | - | - | ------- | ----- | ------ |
| 1.  | SE Palmeiras          | 6   | 4 | 0 | 2 | 012:700 | +5    | 08     |
| 2.  | Náutico Capibaribe    | 11  | 5 | 2 | 4 | 014:120 | +2    | 12     |
| 3.  | Grêmio FBPA           | 7   | 3 | 2 | 2 | 016:800 | +8    | 08     |
| 4.  | Cruzeiro EC           | 3   | 1 | 1 | 1 | 002:400 | −2    | 03     |
| 5.  | Atlético Mineiro      | 8   | 4 | 2 | 2 | 015:110 | +4    | 10     |
| 6.  | Botafogo FR           | 3   | 1 | 1 | 1 | 004:400 | ±0    | 03     |
| 7.  | América FC (CE)       | 6   | 3 | 1 | 2 | 005:300 | +2    | 07     |
| 8.  | FC Treze              | 10  | 5 | 4 | 1 | 016:110 | +5    | 14     |
| 9.  | Goytacaz FC           | 8   | 3 | 2 | 3 | 012:150 | −3    | 08     |
| 10. | Paysandu SC           | 6   | 3 | 0 | 3 | 009:900 | ±0    | 06     |
| 11. | AD Leônico            | 2   | 0 | 0 | 2 | 002:400 | −2    | 0      |
| 12. | Rio Branco AC         | 6   | 3 | 1 | 2 | 008:300 | +5    | 07     |
| 13. | CS Alagoano           | 6   | 2 | 3 | 1 | 011:900 | +2    | 07     |
| 14. | Goiás EC              | 6   | 1 | 4 | 1 | 004:400 | ±0    | 06     |
| 15. | CA Ferroviário        | 4   | 2 | 1 | 1 | 006:600 | ±0    | 05     |
| 16. | América FC (SE)       | 6   | 1 | 2 | 3 | 008:100 | −2    | 04     |
| 17. | ABC Natal             | 6   | 1 | 2 | 3 | 007:120 | −5    | 04     |
| 18. | Piauí EC              | 4   | 1 | 1 | 2 | 004:400 | ±0    | 03     |
| 19. | Moto Club de São Luís | 4   | 1 | 1 | 2 | 004:600 | −2    | 03     |
| 20. | Rabello FC            | 6   | 1 | 1 | 4 | 003:100 | −7    | 03     |
| 21. | SER Perdigão          | 4   | 0 | 1 | 3 | 006:160 | −10   | 01     |